# Зав'ялов Василь Петрович
Василь Петрович Зав'ялов (нар. 1900, місто Вічуга, тепер Івановська область, Російська Федерація — 1939) — український комсомольський діяч, 2-й секретар ЦК ЛКСМУ. Член Центральної Контрольної Комісії КП(б)У в грудні 1925 — листопаді 1927 р.

## Біографія
Народився у березні 1900 року в родині робітників-текстильників. З чотирнадцятирічного віку працював учнем слюсаря, а потім слюсарем текстильної фабрики Коновалова у місті Вічузі Іваново-Вознесенської губернії.
З 1918 року — в червоногвардійському загоні міста Вічуги. У 1918 році вступив до комсомолу.
Член РКП(б) з 1919 року.
У 1920 році очолив комсомольський осередок в Кам'янці Іваново-Вознесенської губернії. У липні 1921—1923 роках — секретар Вічугського районного комітету комсомолу (РКСМ) Іваново-Вознесенської губернії.
У 1923—1925 роках — відповідальний секретар Іваново-Вознесенського губернського комітету комсомолу (РЛКСМ).
У 1925—1926 роках — 2-й секретар ЦК ЛКСМ України.
23 березня 1926 — 21 червня 1927 р. — кандидат в члени Секретаріату ЦК ВЛКСМ, член Бюро ЦК ВЛКСМ та голова економічної комісії ЦК ВЛКСМ. У 1927—1929 роках — на навчанні у місті Москві.
З 1929 року — на партійній роботі в Івановській області.
У 1937 році заарештований органами НКВС.